# Симка Аронд
Simca Aronde (на български: Симка Аронт или Симка Аронд) е компактен автомобил, произвеждан от 1951 до 1964 година от френския автомобилен производител SIMCA. „Аронт“ е първата оригинална разработка на Симка и първият автомобил на Симка, който не е базиран на Фиат. Предлаганите версии са седан с 4 врати, комби и товарен ван с 3 врати, комби с 5 врати (само в Австралия), както и двуврати купе и кабриолет. "Aronde" на френски означава "лястовица".

## Генерации
Има общо 3 генерации на модела: 9 Aronde (1951-1955), 90A Aronde (1955-1958) и P60 Aronde (1958-1964). Около 1,4 милиона автомобили „Симка Аронд“ са произведени през целия живот на модела. Това е моделът, който превръща „Симка“ във втория най-голям Френски автомобилен производител в края на 50-те години (след „Рено“).

### Aronde P60
През септември 1958 година излиза последната и най-популярна генерация на модела, позната като P60. Тя е с изцяло нова каросерия, за разлика от предните две поколения на модела. Комби версията също получава фейслифт, обаче задните светлини си остават същите. Във Франция за времето си Симка P60 е тотален хит, като успешно се конкурира с моделите от доказани марки като Пежо и Ситроен. От 1961 година се предлагат и версии купе и кабриолет. Това, трето поколение на модела Аронт се продава в ограничени бройки и в България.